# ACL1
 (novembre 2019).
Si vous disposez d'ouvrages ou d'articles de référence ou si vous connaissez des sites web de qualité traitant du thème abordé ici, merci de compléter l'article en donnant les références utiles à sa vérifiabilité et en les liant à la section « Notes et références ».

ARL44 & tourelle ACL1

L' ACL1 est une tourelle de char de combat produite par les Ateliers et Chantiers de la Loire, avec un canon de 75mm SA 44, une modification du canon 75mm CA 32 d'avant guerre.